# Mexicana Universal Baja California Sur
Mexicana Universal Baja California Sur (hasta 2016 llamado Nuestra Belleza Baja California Sur) es un concurso a nivel estatal en el estado Baja California Sur, México, que selecciona a la representante estatal rumbo al certamen nacional Mexicana Universal (antes llamado Nuestra Belleza México), aspirando así a representar al país a nivel internacional en alguna de las plataformas que se ofrecen.
La organización estatal ha logrado los siguientes resultados desde 1994:
- Ganadoras: 1 (2013)
- 1.ª Finalista: 1 (2005)
- Top 10/11/12: 3 (1999, 2008, 2010)
- Top 15/16: 2 (2011, 2017)
- Top 20/21: 2 (2000, 2004)
- Sin clasificación: 20 (1994, 1995, 1996, 1997, 1998, 1999, 2001, 2003, 2006, 2007, 2009, 2012, 2014, 2015, 2016, 2018, 2019, 2021, 2022)
- Ausencias: 1 (2002)

#### Reinas Nacionales
- Josselyn Garciglia - Nuestra Belleza México 2013
- Jessica García-Formentí - Nuestra Belleza Internacional México 2012 (Designada)
- Karen Higuera - Nuestra Belleza Internacional México 2011 (Designada)
- Daniela Cosío - Reina del Café México 2006 (Designada)

## Reinas Titulares
A continuación se presentan los nombres de las ganadoras anuales de Mexicana Universal Baja California Sur, enumeradas en orden ascendente, así como los resultados obtenidos durante el certamen nacional de Mexicana Universal. Así mismo se destacan en algún color las reinas estatales que representaron al país en alguna franquicia actual o que tuvo la organización nacional a través de los años.
| Franquicias actuales: - Compitió en Miss International. - Compitió en Miss Grand International. - Compitió en Miss Charm. - Compitió en Reina Hispanoamericana. - Compitió en Miss Orb International. - Compitió en Nuestra Latinoamericana Universal. | Antiguas franquicias: - Compitió en Miss Universe. - Compitió en Miss World. - Compitió en Miss Continente Americano. - Compitió en Miss Costa Maya International. - Compitió en Miss Atlántico Internacional. - Compitió en Miss Verano Viña del Mar. - Compitió en Reina de la Atlantida. - Compitió en Reina Internacional del Café. - Compitió en Reina Internacional de las Flores. - Compitió en Señorita Continente Americano. - Compitió en Nuestra Belleza Internacional. |

| Año                                                                                  | Reina Titular                                                                           | Originaria                                                                              | Clasificación                                                                           | Premio Especial                                                                         | Notas |
| 2025                                                                                 |                                                                                         |                                                                                         |                                                                                         |                                                                                         | |
| 2024                                                                                 | Debido a cambios en las fechas del certamen nacional, no hubo elección estatal este año | Debido a cambios en las fechas del certamen nacional, no hubo elección estatal este año | Debido a cambios en las fechas del certamen nacional, no hubo elección estatal este año | Debido a cambios en las fechas del certamen nacional, no hubo elección estatal este año | Debido a cambios en las fechas del certamen nacional, no hubo elección estatal este año |
| 2023                                                                                 | Nicole Aguirre Cortés                                                                   | La Paz                                                                                  | Por Competir                                                                            |                                                                                         | - Reina Calafia 2018 - Compitió en Miss Teen Mundial 2017 - Miss Teen Mundial México 2017 - Miss Teen Mundial Baja California Sur 2017                                                                                   |
| 2022                                                                                 | Angela Selene Zazueta Gil                                                               | La Paz                                                                                  | -                                                                                       | -                                                                                       | - |
| 2021                                                                                 | María Fernanda Verdugo Juárez                                                           | La Paz                                                                                  | -                                                                                       | -                                                                                       | - 2.ª Finalista en Nuestra Belleza Baja California Sur 2016 |
| 2020                                                                                 | Debido a la contingencia por la pandemia Covid-19, no hubo elección estatal este año    | Debido a la contingencia por la pandemia Covid-19, no hubo elección estatal este año    | Debido a la contingencia por la pandemia Covid-19, no hubo elección estatal este año    | Debido a la contingencia por la pandemia Covid-19, no hubo elección estatal este año    | Debido a la contingencia por la pandemia Covid-19, no hubo elección estatal este año |
| 2019                                                                                 | Italy Yedid Reynoso Arvizu                                                              | Loreto                                                                                  | -                                                                                       | -                                                                                       | - Compitió en Nuestra Belleza Baja California Sur 2015 |
| 2018                                                                                 | Melissa Tiscareño Antuna                                                                | La Paz                                                                                  | -                                                                                       | -                                                                                       | - Señorita Mundial 2016 - 1.ª Finalista en Nuestra Belleza Baja California Sur 2015 |
| 2017                                                                                 | Juliana Martínez Camacho                                                                | Ciudad Constitución                                                                     | Top 16                                                                                  | -                                                                                       | - Compitió en Miss Jalisco 2025 |
| Hasta el año 2016 el titulo estatal fue nombrado Nuestra Belleza Baja California Sur |                                                                                         |                                                                                         |                                                                                         |                                                                                         | |
| 2016                                                                                 | Alma Guadalupe Moreno Montaño                                                           | San José del Cabo                                                                       | -                                                                                       | -                                                                                       | - |
| 2015                                                                                 | Dulce Vanessa Reyes Zaragoza                                                            | La Paz                                                                                  | -                                                                                       | -                                                                                       | - |
| 2014                                                                                 | Adela Isela Cázares Bojórquez                                                           | Cabo San Lucas                                                                          | -                                                                                       | -                                                                                       | - Nació en Sinaloa |
| 2013                                                                                 | Josselyn Azzeneth Garciglia Bañuelos                                                    | La Paz                                                                                  | Nuestra Belleza México                                                                  | Personalidad Fraiche                                                                    | - Compitió en Miss Universo 2014 - Top 5 en Nuestra Belleza Mundo México 2013 |
| 2012                                                                                 | Diana Kristal Castro Castro †                                                           | La Paz                                                                                  | -                                                                                       | -                                                                                       | - Reina del Carnaval de La Paz 2012 - Murió en el año 2018 |
| 2011                                                                                 | Jessica Cecilia García-Formentí Canseco                                                 | La Paz                                                                                  | Top 15                                                                                  | -                                                                                       | - Top 15 en Miss Internacional 2012 - Nuestra Belleza Internacional México 2012 - Miss Earth México-Water 2009 - Miss Earth Baja California Sur 2009 - Prima de Edna García-Formentí Miss Earth Baja California Sur 2010 |
| 2010                                                                                 | Karen Alicia Higuera Contreras                                                          | La Paz                                                                                  | Top 10                                                                                  | -                                                                                       | - Compitió en Miss Internacional 2011 - Nuestra Belleza Internacional México 2011 |
| 2009                                                                                 | Giovanna Martínez Uriarte                                                               | La Paz                                                                                  | -                                                                                       | -                                                                                       | - Nació en Baja California |
| 2008                                                                                 | Estrella Navarro Holm                                                                   | La Paz                                                                                  | Top 10                                                                                  | -                                                                                       | - |
| 2007                                                                                 | Luz María Duhart Irabien                                                                | San José del Cabo                                                                       | -                                                                                       | -                                                                                       | - |
| 2006                                                                                 | Siria Martínez Pérez                                                                    | La Paz                                                                                  | -                                                                                       | -                                                                                       | - |
| 2005                                                                                 | Daniela de Jesús Cosío                                                                  | La Paz                                                                                  | 1.ª Finalista                                                                           | Miss Top Model                                                                          | - Compitió en el Reinado Internacional del Café 2006 - Reina del Café México 2006 - Prima de Berenice Cosío Nuestra Belleza Baja California Sur 2001                                                                     |
| 2004                                                                                 | Beatriz Castro Barraza                                                                  | La Paz                                                                                  | Top 20                                                                                  | -                                                                                       | - |
| 2003                                                                                 | Gabriela Berenice Martínez Cota                                                         | La Paz                                                                                  | -                                                                                       | -                                                                                       | - |
| 2002                                                                                 | No se envió candidata este año                                                          | No se envió candidata este año                                                          | No se envió candidata este año                                                          | No se envió candidata este año                                                          | No se envió candidata este año |
| 2001                                                                                 | Berenice Cosío Yee                                                                      | La Paz                                                                                  | -                                                                                       | -                                                                                       | - Prima de Daniela Cosío Nuestra Belleza Baja California Sur 2005 |
| 2000                                                                                 | Rosalinda Wayas Barroso (Destituida)                                                    | La Paz                                                                                  | -                                                                                       | -                                                                                       | - |
| 1999                                                                                 | Clara Francis Sandez Avilés                                                             | La Paz                                                                                  | Top 10                                                                                  | -                                                                                       | - |
| 1998                                                                                 | Borinquen Téllez Vargas                                                                 | La Paz                                                                                  | -                                                                                       | -                                                                                       | - |
| 1997                                                                                 | María Elizabeth Reyes Rodríguez                                                         | La Paz                                                                                  | -                                                                                       | -                                                                                       | - |
| 1996                                                                                 | Guadalupe Celaya Castillo                                                               | La Paz                                                                                  | -                                                                                       | -                                                                                       | - |
| 1995                                                                                 | Clementina Ceceña Mascareño                                                             | La Paz                                                                                  | -                                                                                       | -                                                                                       | - |
| 1994                                                                                 | María de los Angeles Elizalde Grajeda                                                   | La Paz                                                                                  | -                                                                                       | -                                                                                       | - |

## Concursantes designadas
A partir del año 2000, se abrió la posibilidad de que los estados de la República tuvieran más de una candidata, esto como consecuencia de que algunos estados no enviaran candidatas por alguna razón. Las siguientes concursantes de Baja California Sur fueron invitadas a competir en el certamen nacional junto con la reina titular, obteniendo en algunos casos mejores resultados.

| Año  | Reina Titular                 | Originaria          | Clasificación | Premio Especial | Notas |
| 2007 | Claudia Cepeda Terán          | Ciudad Constitución | -             | -               | - 1.ª Finalista en Nuestra Belleza Baja California Sur 2007                                               |
| 2000 | Yessenia Anabel Moreno Castro | San José del Cabo   | Top 20        | -               | - Top 20 en Nuestra Belleza Mundo México 2000 - 1.ª Finalista en Nuestra Belleza Baja California Sur 2000 |